# 李婷 (邵氏演員)
李婷（1944年12月24日—1966年8月28日），本名李中婷，女，原籍江苏南京，香港國語片演員。

## 生平
李婷於1944年圣诞节前夕生于北平。生日另有1943年1月21日、1941年12月24日及1946年12月24日一说，在家中排行第四。父亲李书唐曾经是国民党的官员、后担任过大学老师、作家等职务。来到到香港后加入了左翼电影公司长城电影公司，主要在宣传部工作，也曾做过编剧、演员等，并参演了朱石麟导演的《称心如意》（1959）、《豆蔻年华》（1959）、等，以及袁仰安导演的《阿Q正传》（1958）、《名医与红伶》（1960）等电影。母亲在李婷幼年时便过世，因此李婷从小由父亲带大。1960年16岁的李婷随父亲从中国大陆南下香港，1961年9月李婷考进了邵氏开办的“南国实验剧团”第一期训练班，与秦萍、张燕等是同期同学，在校期间参演了乐蒂，凌波主演的《梁山伯与祝英台》和林黛主演的《妲己》。1963年毕业后与邵氏签了7年的合同，成为基本演员。首部电影是1963年在台湾开拍的《山歌恋》（1964）（由“长腿姐姐”叶枫和关山主演），她饰演“小翠”，未获得重视。1964年参演电影《万古流芳》（1965）开始受到重视，同年10月，电影《鳄鱼河》在泰国开拍，因原定女主在开拍前夕赴美深造，于是女主角的担子便落在了李婷的身上，男主角为张冲，电影讲述两个相爱的大学生因家庭恩怨而双双殉情鳄鱼河的故事，李婷演的十分卖力，1965年6月23日《鳄鱼河》上映，但是该片并没有因为异域风情而大红大紫，而因为剧情转换，风格大变使得票房成绩十分糟糕，这使李婷退出了邵氏一线明星的行列，原本由她出演女一号的《烽火万里情》也由凌波取代。但她此后又主演了《玫瑰我爱你》（1966），饰演女一号“庄玫瑰”，该片在李婷逝世后的1966年9月29日上映，为了纪念李婷，有大批影迷都购票去观看此片。不过该片的女一号却打着丁红的名字。同年还参演了《欢乐青春》（1966）、《黛绿年华》（1967）（新人胡燕妮和“喜剧圣手”陈厚主演），但在1966年8月28日《黛绿年华》杀青前夕，李婷却突然在邵氏老宿舍上吊自杀，年仅21岁。1967年1月4日，其父李书唐因贫病交加，年老无依，也在香港沙田寓所自杀。

## 轶闻
- 李婷的自杀方式在当时看来是十分不解的，因为她既不是服安眠药自杀也不是服毒自杀，而是上吊自杀的，死状甚恐怖。
- 李婷并非邵氏第一位自杀的女星，在她自杀前两年（1964年）7月17日红星林黛便因为“家庭细故”在家中服安眠药及开煤气自杀。但她死后，形成了一股自殺模仿效應。此后，莫愁（本名王丽贞）、丁皓、林凤、杜娟（本名彭小萍）等先后因感情和事业不顺而自杀。
- 李婷在感情道路上颇为不顺，曾和新加坡一陆姓商人恋爱，后又和廖烈武打得火热，但皆以分手为终。后李婷迫于父亲病重和一富商订婚，李婷本想要2万港元，富商却大方的给了她20万港元。除了给父亲治病的2万港元外，其它的18万元皆被导演秦剑（学生情人林翠第一任丈夫，演员陈山河父亲）许以空头感情承诺骗走赛马赌博，后18万全被输的一干二净。
- 李婷自杀的绳子是祭奠因夫妻感情不和而自杀的邵氏台湾籍摄影师刘岐用的（他于1965年8月在日月潭投湖自尽），而刘岐生前和李婷是邻居，且关系融洽。
- 秦剑在1969年6月15日也因感情和事业问题而在同一地点自杀（当时林翠已和邵氏头牌武侠明星王羽相恋），据说1978年2、3月间，两人的魂魄曾多次出现在邵氏老宿舍，也使邵氏老宿舍成为香港的一大闹鬼地点。
- 李婷自杀后，台湾导演丁善玺第一个到达事发地点，并送去医院抢救，惜回天乏术，后来李婷的后事也由他打点，据说后来李婷的鬼魂曾跪谢了一夜，令丁善玺颇为感动，邵逸夫后来也曾为李婷做了一场法事。
- 2013年由邵音音等主演的舞台剧《长发幽灵》中的“婷婷”原型即是李婷。
- 1989年由王祖贤主演，丁善玺导演的电影《飞越阴阳界》灵感即来自于李婷自杀。
- 李婷死后作曲家陈蝶衣曾作挽联：「一曲山歌戀，原冀芳流萬古，從此年華珍黛綠；數灣鱷魚河，緣何魂斷三更，竟將歡樂損青春？」哀悼李婷，这副挽联正好形象的概括了李婷4年的银幕生涯。